# Panapana
Panapana est l'une des neuf paroisses civiles de la municipalité de Heres dans l'État de Bolívar au Venezuela. Sa capitale est San José de Bongo.

## Géographie

### Démographie
Hormis sa capitale San José de Bongo, la paroisse civile comporte plusieurs localités :
- Asentamiento Mata Rica
- El Amparo
- Guaimire
- La Mariquita
- La Victoria
- Palmarito
- San José de Bongo